# 冕牌玻璃
冕牌玻璃是由包含大約10%的碱石灰硅酸鹽的氧化鉀，它有著較低的折射率（大約是1.52）和低色散（阿貝數大約是60）。
除了具體以材料命名的冕牌玻璃之外，其他的光學玻璃也有與被稱為冕牌玻璃性質相似的產品。通常，只要阿貝數在50－85之間的玻璃，像是肖特硼矽酸鹽玻璃：BK7，是一種很常見，用在精密透鏡上的冕牌玻璃。硼矽酸鹽玻璃包含大約10%的含硼氧化物，有良好的光學和機械特性，並且對化工和環境的傷害具有抵抗性。用於冕牌玻璃的其它添加物還有氧化鋅、五氧化二磷、 氧化鋇、和螢石。
燧石玻璃的凹透鏡經常與冕牌玻璃的凸透鏡組合成消色差透鏡。兩種玻璃的色散作用會相互的補償（抵消）以消除色差，並且和單鏡有著相同的焦距。

## 註解
1. ↑  冕牌/燧石對光學玻璃技術而言是很重要的玻璃名稱，著名的史考特玻璃，BK7中的K是史考特公司註冊的冕牌玻璃（krone 是德文的冕牌 — 肖特集團是一間德國的公司），B表示成分是硼矽酸鹽玻璃。

## 外部連結
- Crown glass article （页面存档备份，存于）